# Vakataka
L'Imperi Vakataka (Vākāṭaka) fou una dinastia reial índia que es va originar al Dècan a la meitat del segle iii. El seu estat es creu que es va estendre des de les vores del sud de Malwa i Gujarat al nord fins al riu Tungabhadra al sud, així com des de la mar d'Aràbia a l'oest fins a les vores de Chhattisgarh a l'est. Foren els successors més importants del Satavahanes al Dècan i contemporanis amb el Guptes de l'Índia del nord.
El Vakatakes, igual que altres dinasties del Dècan, reclamaven un origen Bramànic origen. Poc se sap sobre Vindhyashakti (vers  250 – 270), el fundador de la família. L'expansió territorial va començar en el regnat del seu fill Pravarasena I. És generalment cregut que la dinastia Vakataka es va dividir en quatre branques després de Pravarasena I. Dues branques són conegudes i altres dues desconegudes. Les branques conegudes són la de Pravarapura-Nandivardhana i la de Vatsagulma. L'emperador gupta Chandragupta II va casar a una filla seva a un membre de la dinastia Vakataka i amb el seu suport va annexionar Gujarat que estava en mans del Ksatrapes saques, al segle iv. El poder Vakataka va ser continuat pels Chalukya de Badami al Dècan.
El Vakatakes són coneguts per haver estat patrons de les arts, arquitectura i literatura. Van fer grans obres públiques i els seus monuments són un visible llegat. Les vihares (temples) budistes tallats a la roca i les chaityes (capella o sala de pregàries) de les coves d'Ajanta (un lloc Patrimoni de la Humanitat de la UNESCO) va ser construït sota el patronatge de l'emperador vakataka Harishena.

## Vindhyashakti
El fundador de la dinastia fou Vindhyashakti (250-270), el nom de la qual és derivat del nom de la deessa Vindhya. La dinastia potser es va originar a Vindhya. Gairebé res és conegut sobre Vindhyashakti, el fundador de la dinastia Vakataka. A la cova XVI de la inscripció d'Ajanta és descrit com el capdavanter de la família Vakataka i un Dvija. És declarat en aquesta inscripció on que va ampliar el seu poder lluitant en grans batalles grans i que tenia una poderosa cavalleria. Però cap títol regi apareix p prefixat al seu nom en aquest inscripció. Els Puranes diuen que va governar 96 anys. Va ser col·locat a vegades al sud del Dècan, a Madhya Pradesh o a Malwa. K.P. Jayaswal atribueix Bagat, un poble al districte de Jhansi com la llar ancestral dels Vakatakes. Però després de refutar la teoria pel que fa a l'origen del nord dels Vakatakes, V.V. Mirashi assenyala que la primera menció del nom Vakataka es produeix en una inscripció trobada en un fragment d'un pilar a Amravati que enregistra el regal d'un Grihapati (cap de família) Vakataka i les seves dues mullers. Aquest Grihapati amb tota probabilitat era el progenitor de Vidhyashakti. Apareix als Puranes que Vindhyasakti era un governant de Vidisha (avui dia a Madhya Pradesh) però aquesta informació es considera que no és correcte.
Mentre per V. V. Mirashi, va refusar la identificació de Rudradeva en la inscripció del pilar de Samudra Gupta de Allahabad amb Rudrasena I. També va assenyalar que no hi ha cap moneda dels Vakatakes i hi ha no inscripcions seves al nord de les muntanyes Vindhyes. Per això que els vakatakes fossin una casa del sud és correcte. Tanmateix, és cert que van governat en alguns d'aquests llocs, dels quals es disposa dels epigrafs a Madhya Pradesh etc.

## Pravarasena I
El governant següent fou Pravarasena I. (270-330), qui va mantenir el reialme com a gran poder sent el primer governant Vakataka governant que es va autoanomenar Samrat (governant universal) i va conduir guerres amb els reis Naga. Va esdevenir un emperador pel seu dret propi, potser l'únic l'emperador de la dinastia, amb el seu regne abraçant una porció bona part del nord de l'Índia i tot el Dècan. Va portar les seves armes al riu Narmada al nord i va annexionar el regne de Purika que era governat per un rei anomenat Sisuka. En qualsevol cas, certament va governar des del Bundelkhand al nord (encara que Mirashi no accepta que hagués travessat el Narmada) a l'estat d'Andhra Pradesh al sud. Els puranes li assignen un regnat de 60 anys.
Per V.V. Mirashi, probablement no va fer cap conquesta en el nord de Maharashtra, Gujarat o Konkan. Però podria haver conquerit parts de Kuntala del Nord comprenent els districtes de Kolhapur, Satara i Sholapur a Maharashtra. A l'est, podria haver portat les seves armes a Dakshina Kosala, Kalinga i Andhra. Fou un seguidor de la religió Vèdica i va fer diversos Yajnas (sacrificis) incloent Agnishtoma, Aptoryama, Ukthya, Shodasin, Atiratra, Vajapeya, Brihaspatisava, Sadyaskra i quatre Asvamedhes. Va fer grans donacions als bramins durant el sacrifici Vajapeya com pels Puranes. També va agafar el títol de Dharmamaharaja a més de Samrat. Es va anomenar a si mateix com Haritiputra. El seu primer ministre Deva era molt pietós i va aprendre bramin. Els Puranes diuen que Pravarasena va tenir quatre fills. Va casar el seu fill Gautamiputra a una filla del rei Bhavanaga de la poderosa família Bharashiva la qual podria haver-li estat útil. Tanmateix, Gautamiputra al va premorir i va ser succeït pel seu net Rudrasena I, el fill de Gautamiputra. El seu segon fill, Sarvasena va establir la seva capital a Vatsagulma (avui dia Washim). Res més se sap sobre les dinasties establertes pels altres dos fills.

## Branques de la dinastia Vakataka
És creu generalment cregut que la família Vakataka va quedar dividida a quatre branques després de Pravarasena I. Dues branques són conegudes i dues desconegudes. Les branques conegudes són la de Pravarpura-Nandivardhana i la de Vatsagulma.

## Branca de Pravarapura-Nandivardhana

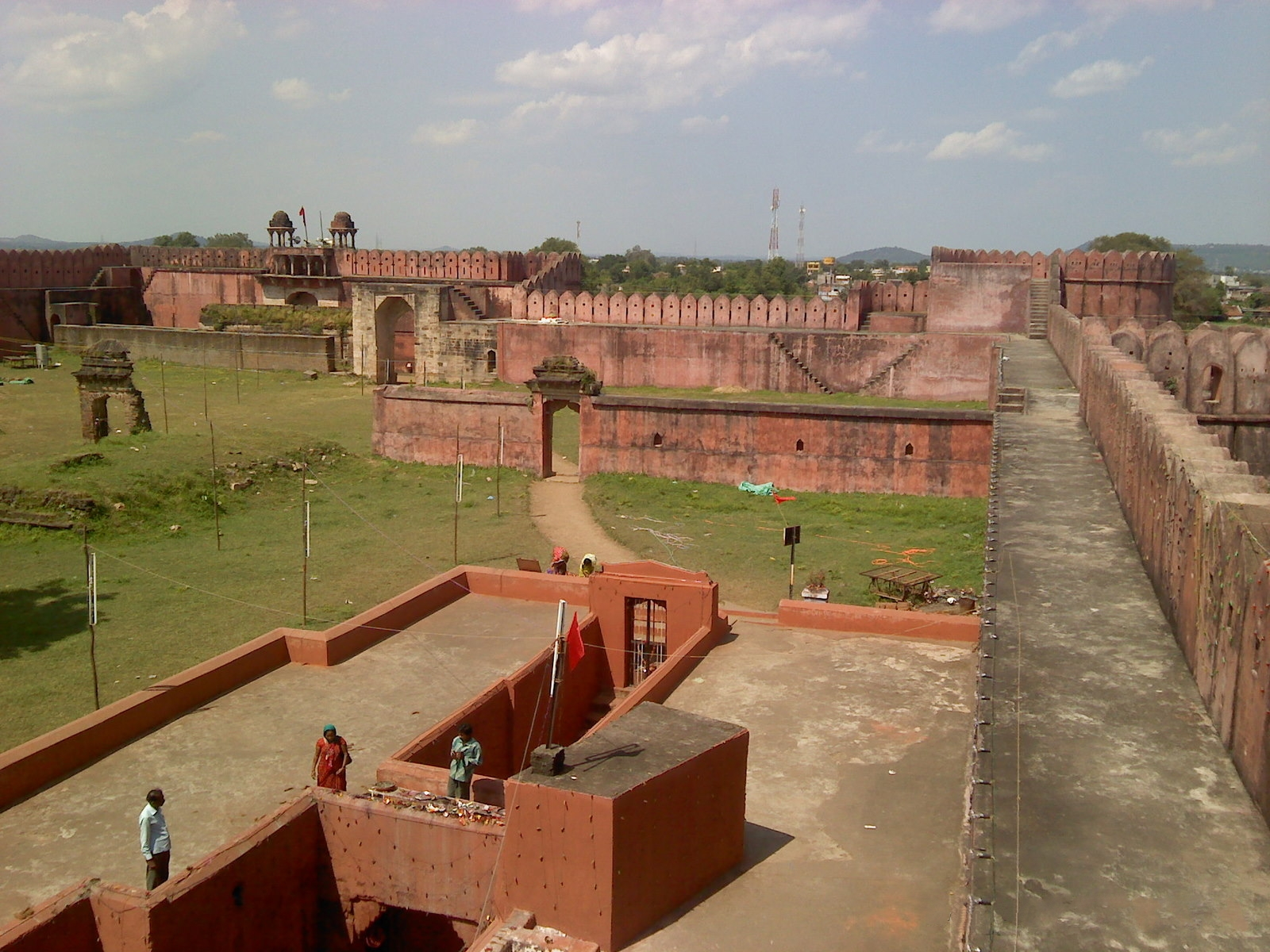
Ruïnes del fort de Nandivardhana

La branca de Pravarapura-Nandivardhana va governar diversos llocs com Pravarapura (Paunar) al districte de Wardha i Mansar i Nandivardhan (Nagardhan) al districte de Nagpur. Aquesta branca va mantenir relacions matrimonials amb els guptes.

### Rudrasena I
Igualment poca cosa se sap de Rudrasena I, el fill de Gautamiputra, que va governar des de Nandivardhana, a prop del turó Ramtek, aproximadament a 30 km de Nagpur. Hi ha un esment de Rudradeva en la inscripció del pilar d'Allahabad, barrejat amb els altres governants d'Aryavarta. Un nombre d'erudits, com A.S. Altekar no estan d'acord que Rudradeva és la mateixa persona que Rudrasena I, ja que Rudrasena I havia estat exterminat per Samudragupta i és extremadament inversemblant que el seu fill Prithivishena acceptés una princesa gupta (Prabhavatigupta) com la seva jove. Segon, cap inscripció de Rudrasena ha estat trobada al nord del Narmada. L'única inscripció en pedra de Rudrasena fou descoberta a Deotek en el modern districte de Chandrapur, així que no pot ser equiparat amb el Rudradeva de la inscripció del pilar d'Allahabad, qui va pertànyer a Aryavarta.

### Prithivishena I
Rudrasena va ser succeït per l'anomenat Prithivishena I (355-380), i aquest pel seu fill anomenat Rudrasena II.

### Rudrasena II, Divakarasena i Pravarasena II

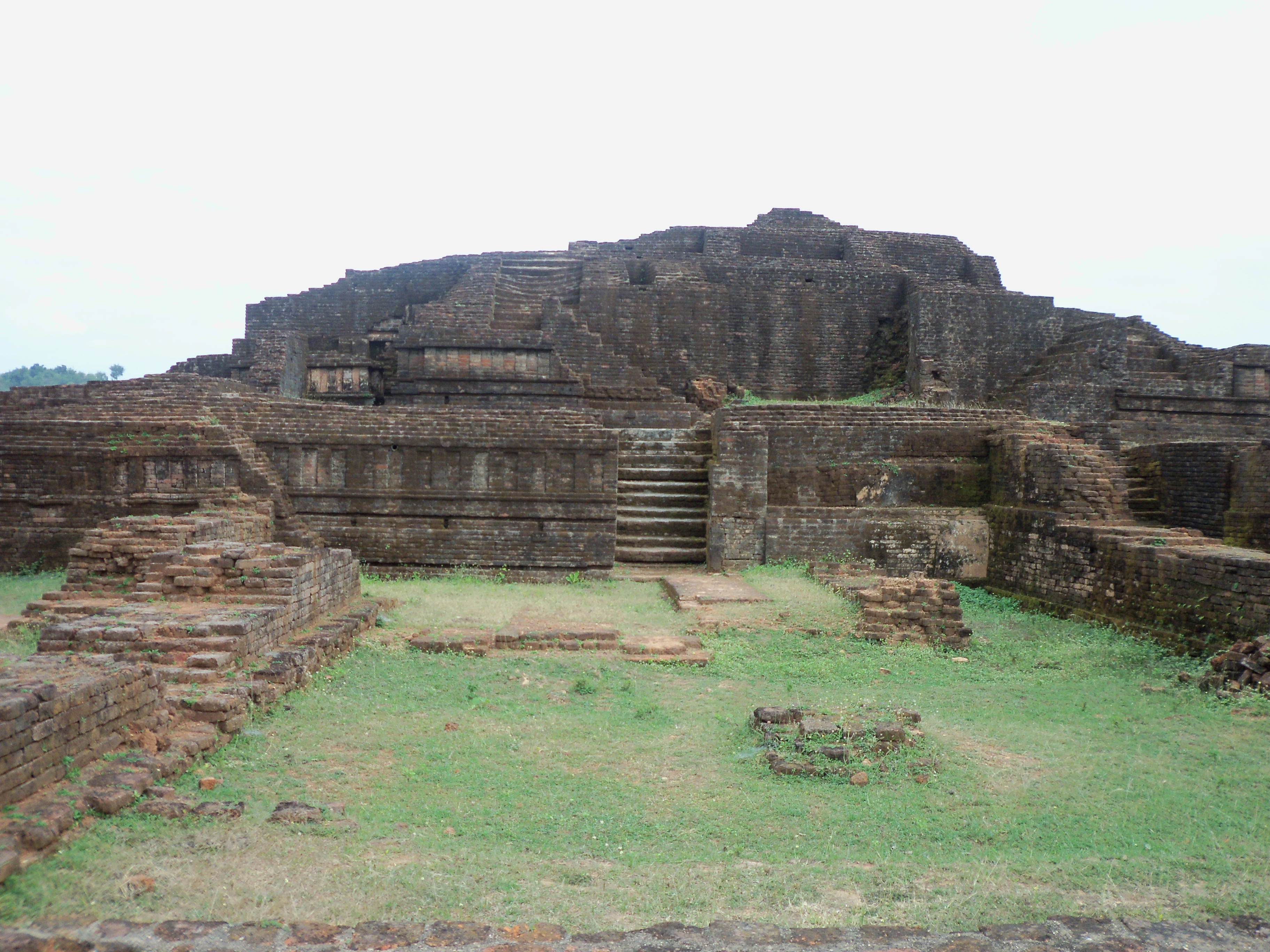
Restes del temple de Xiva de Pravareshvara construït per Pravarasena II a Mansar

Rudrasena II (380–385) es diu que es va casar amb Prabhavatigupta, la filla del rei gupta Chandragupta II (375-413/15). Rudrasena II va morir de manera fortuita després d'un regnat molt curt, el 385, seguint com a sobirà Prabhavatigupta (385 - 405) governat com a regent en nom dels dos fills del difunt, Divakarasena i Damodarasena (Pravarasena II) durant 20 anys. Durant aquest període el regne Vakataka era pràcticament una part de l'Imperi Gupta. Molts historiadors es refereixen a aquest període com l'edat Vakataka-Gupta. Mentre això ha estat àmpliament acceptat ja fa més de 30 anys, aquesta línia d'argumentació no té cap evidència apropiada. La inscripció de Prabhavati Gupta esmenta un "Deva Gupta" que diu que és el seu pare i els historiadors e van equiparar amb Chandra Gupta II. No hi ha altra font per provar que Deva Gupta és realment Chandra Gupta II. Això és qüestionable, ja que la datació dels Vakatakes està més o menys establerta mentre la dels Guptes és a vegades datada pels indigenistes abans de la invasió grega d'Alexandre.
Pravarasena II va compondre el Setubandha en Maharashtri Prakrit. Uns quants versos del Gaha Sattasai li són també atribuïts. Va canviar la capital de Nandivardhana a Pravarapura, una ciutat nova fundada per ell. Va construir un temple dedicat a Rama en la seva nova capital.
El nombre més alt d'inscripcions de lamines de coure de la dinastia Vakataka (en total 17) pertany a Pravarasena II. És potser el governant més enregistrat de l'Índia antiga després d'Asoka el Gran. Així ho explica Shreenand L. Bapat, a A Second Jamb (Khandvi) Copperplate Grant of Vakataka Ruler Pravarasena II (Shravana Shuddha 13, Regnal Year 21), Annals of the Bhandarkar Oriental Research Institute, Vol. 91, pp. 1–31

### Narendrasena I Prithivishena II
Pravarasena II va ser succeït per Narendrasena (440-460), sota qui la influència Vakataka es va estendre a alguns estats indis centrals. Prithivishena II, el darrer rei conegut de la dinastia, va succeir al seu pare Narendrasena vers el 460. Després de la seva mort vers el 480, el seu regne fou probablement annexionat per Harishena de la branca de Vatsagulma.

## Branca de Vatsagulma
La branca Vatsagulma va ser fundada per Sarvasena, el segon fill de Pravarasena I després de la seva mort. El rei Sarvasena va erigir a Vatsagulma, moderna Washim al districte de Washim a Maharashtra, com la seva capital. El territori governat per aquesta branca estava entre la serralada de Sahydri i el riu Godavari. Aquesta branca va patronitzar algunes de les coves budistes a Ajanta.
| Pintures de Padmapani i Vajrapani a la cova nº 1 a les Coves d'Ajanta |  | Pintures de Padmapani i Vajrapani a la cova nº 1 a les Coves d'Ajanta |
| Pintures de Padmapani i Vajrapani a la cova nº 1 a les Coves d'Ajanta |  |                                                                       |

### Sarvasena
Sarvasena (vers 330 - 355) va agafar el títol de Dharmamaharaja. És també conegut com l'autor de l'Harivijaya en prakrit que està basat en la història de la portada de l'arbre parijat al cel per Krishna. Aquesta feina, elogiada pels escriptors més tardans, s'ha perdut. És també conegut com l'autor de molts versos del Prakrit Gaha Sattasai. Un dels seus ministres tenia el nom de Ravi. Va ser succeït pel seu fill Vindhyasena.

### Vindhyasena
Vindhysena (vers 355 - 400) fou també conegut com a Vindhyashakti II. És conegut per les famoses plaques de Washim que enregistraven la donació d'un poble situat en la "marga" (sub-divisió) de Nandikata (actualment Nanded) en el seu 37è any de regnat. La porció genealògica de la donació és escrita en Sanskrit i la porció formal en Prakrit. Això és la primera donació de terra de qualsevol governant Vakataka. També va agafar el títol de Dharmamaharaja. Vindhyasena va derrotar el governant de Kuntala, el seu veí del sud. Un dels seus ministres es deia Pravara. Va ser succeït pel seu fill Pravarasena II.

### Pravarasena II
Pravarasena II (vers 400 - 415) fou el següent governant, del qual molt poca cosa és coneguda excepte per la inscripció de la Cova XVI d'Ajanta, el qual diu que fou exaltat pel seu excel·lent govern, potent i liberal. Va morir després d'un govern molt curt i succeït pel seu fill menor, que tenia només 8 anys quan el seu pare va morir. El nom d'aquest governant infant és perdut a la inscripció de la Cova XVI.

### Devasena
Aquest governant desconegut va ser succeït pel seu fill Devasena (vers 450 - 475). La seva administració fou de fet portada pel seu ministre Hastibhoja. Durant el seu regnat, un dels seus servidors, anomenat Svaminadeva, va excavar un tanc anomenat Sudarshana, prop de Washim vers 458-459.

### Harishena
Harishena (vers 475 - 500) va succeir al seu pare Devasena. Fou un gran patró de l'arquitectura, l'art i la cultura budista. El monument (Patrimoni de la Humanitat) d'Ajanta és l'exemple supervivent de les seves obres. L'inscripció de la cova XVI d'Ajanta diu que va conquerir Avanti (Malwa) al nord, Kosala (Chhattisgarh), Kalinga i Andhra a l'est, Lata (central i sud del Gujarat) i Trikuta (districte de Nasik) a l'oest i Kuntala (al sud de Maharashtra) al sud. Varahadeva, un ministre de Harishena i el fill de Hastibhoja, va excavar el vihara tallat a la roca de la cova XVI d'Ajanta. Tres de les coves budistes a Ajanta, dos viharas - coves XVI i XVII - i un chaitya - cova XIX - van ser excavats i decorat amb pintures i escultures durant el regnat de Harishena. Segons un historiador d'art, Walter M. Spink, tots els monuments tallats a la roca d'Ajanta excloent les coves números 9,10,12,13 i 15A (Referència: Ajanta-A Brief History and Guide - Walter M. Spink) van ser construïts durant el regnat de Harishena encara que la seva opinió no és universalment acceptada.
Harishena va ser succeït per dos governants els noms dels quals no són coneguts. El final de la dinastia és desconegut. Foren probablement derrotats pels Kalaxuri de Mahismati.

### La versió del final de la dinastia segons elDashakumaracharita
Segons el vuitè ucchvāsaḥ del Dashakumaracharita de Dandin, el qual va ser escrit probablement al voltant de 125 anys després de la caiguda de la dinastia Vakataka, el fill de Harishena, encara que intel·ligent i acomplert en tots els arts, va negligir l'estudi del Dandaniti (Ciència Política) i es va abocar a la diversió i als plaers caient en tota mena de vicis. Els seus súbdits també el van seguir i va portar una vida viciosa i dissoluta. Descobrint amb això una oportunitat adequada, el governant del veí Ashmaka va enviar el fill del seu ministre a la cort dels Vakatakes. Aquest es va fer amic del rei i el va instigar a continuar la seva vida dissoluta; també va delmar les seves forces per diversos mitjans. Finalment, quan el país estava ben desorganitzat, el governant d'Ashmaka va instigar el governant de Vanavasi (al nord del districte de Kanara) a envair territori Vakataka. El rei va cridar tots els seus feudataris i va decidir enfrontar al seu enemic a la riba del Varada (Wardha). Mentre lluitava amb les forces de l'enemic, fou traïdorament atacat pel darrere per alguns dels seus propis feudataris i va resultar mort. La dinastia Vakataka va acabar amb la seva mort.

## Governants
- Vindhyashakti 	(250–270)
- Pravarasena I 	(270–330)

### Branca Pravarapura–Nandivardhana
- Rudrasena I 	(330–355)
- Prithivishena I 	(355–380)
- Rudrasena II 	(380–385)
- Prabhavatigupta (regent) 	(385–405)
- Divakarasena 	(385–400)
- Damodarasena 	(400–440)
- Narendrasena 	(440–460)
- Prithivishena II 	(460–480)

### Branca Vatsagulma
- Sarvasena 	(330–355)
- Vindhyasena 	(355–400)
- Pravarasena II 	(400–415)
- Desconegut 	(415–450)
- Devasena 	(450–475)
- Harishena 	(475–500)
- Desconegut (500-?)